# 幕末Rock
《幕末Rock》（日語：幕末Rock）是由從2014年2月27日開始發售用在PlayStation Portable中的遊戲軟件。『幕末Rock』於2014年7月2日動畫化。它的其第2作品《幕末Rock 超魂》（ばくまつロック ウルトラソウル）的PlayStation Portable・PlayStation Vita使用版本於2014年9月25日預定發售。

## 概要
這是結合了電腦遊戲，節奏遊戲和冒險遊戲的軟件。在冒險遊戲的對話部分是由漫畫的氣泡框代表，讓玩家有如閱讀漫畫的同等感覺。在節奏遊戲的部分，遊戲捐作為畫面出現音符的滑動，當音符移至指定位置時按下按鈕。當觀眾的張力上升的時候，節奏會變得好起來、畫面上的鎖鏈碎裂。當然，節奏遊戲中的歌曲是由聲優本人所唱的。
目前本作確定將TV動畫化，並於2014年7月開播。動畫將由「吸血鬼騎士」、「世界第一初戀」的製作公司STUDIODEEN擔當。
本作的監督川崎逸朗等執導「要聽爸爸的話」、「傳說中勇者的傳說」，系列構成則是「新網球王子」的廣田光毅，動畫人設同樣也是參與「新網球王子」的石井明治。

## 故事大綱

### 幕末Rock
幕府拒絕開國，利用新選組的洗腦之歌－天歌強行偽做太平，
這樣德川幕府就可以支配國家與人民。
—— 唱「天歌」以外的歌會被視為死罪 ——
處於自我封閉情況的日本，對幕府的行動感有疑問與憤怒的志士們，以坂本龍馬作代表
站起來，為自由和正義以「搖滾」之力改變世界。
受到幕府最高愛獲的「新選組」（超級偶像）VS 追求自由而滿腔熱情的「志士」

### 幕末Rock 超魂
在坂本龍馬等志士的活躍下成功拉倒幕府，釋放日本，並且奪回愛歌之人的自由。
打破支配，重獲自由與和平的瞬間，倏然怒吼迴響。
黑木艦隊從美國到達日本。
從船上走下來的漢子（男人）馬修·加爾布雷思·佩里·JR開出了一個條件。
「全部女性都是我的所有物，交出國家並全面開國」
正在進行世界制霸雷舞的青年，人民都為他狂熱了，再這樣下去便要按照條件不得不交出國家。
面對日本的危機，追求自由的熾熱志士們都要站起來了。
成功倒幕的「超魂團」VS 迫使開國的「GOD OF ROCK」

## 登場人物
遊戲與動畫配音員相同。

### 超魂團（Ultra Souls）
坂本龍馬（Sakamoto Ryouma）
配音員 - 谷山紀章
生日／11月15日　星座／天蠍座　身高／179cm　體重／63kg　血型／O型　
興趣／歌唱　特技／很會吃　喜歡食物／意大利燒　討厭食物／沒特別討厭
出生地是土佐（高知）。總而言之，正常超級喜歡唱歌。使用樂器是吉他。
是天生的才能與熱情，就是以這樣子由內湧上來的衝動去唱歌。
為了讓自己的歌被受認同，以幕府舉辦的大舞台為目標，由故郷的土佐飛奔而出。
任何事都全力挑戰，用一直向前突破的姿態把勇氣和希望帶给眾人。
無論什麼局面，都不會認輸，超級Positive Thinking。
高杉晉作（Takasugi Shinsaku）
配音員 - 鈴木達央
生日／8月20日　星座／獅子座　身高／178cm　體重／60kg　血型／B型　
興趣／槍械Collection　特技／料理　喜歡食物／紅辣椒   討厭食物／豆腐
出生地是長州（山口）。倒幕運動中的志士。別名：辛迪（シンディ）。使用樂器是貝司。
搖滾之師吉田松陰的正式門下生，推廣由松陰老師所教的搖滾，致力於推倒幕府的突風雷舞活動。
當搖滾變得狂熱時，身體自然傾斜起來。如果別人不忽視他，他也不忽視人。
喜歡刺激的食物，喜歡超級激辣的怪胎。當有人問起「太辣不會掩過餸菜的味道嗎？」（辛すぎて料理の味がわからないのでは？），他便會堅決回答「我的食物也需要搖滾起來」（俺は食べ物すらROCKなんだ）。
桂小五郎（Katsura Kogorou）
配音員 - 森久保祥太郎
生日／6月26日　星座／巨蟹座　身高／169cm　體重／54kg　血型／O型　
興趣／樂譜蒐集　特技／發明　喜歡食物／橡果　討厭食物／全黑的食物
倒幕運動中的志士。別名：老師（先生）。
是吉田松陰的門下生、高杉的前輩。使用樂器是爵士鼓。
良家出生，從小開始便嚴格地學習音樂的基礎技術。
出生地是長州（山口）。與高杉是青梅竹馬，小時候的朋友。
對樂譜狂熱，已經蒐集大量的樂譜，一直很愛惜樂譜。
對荷蘭學很有研究，會製造小型放大鏡和揚聲器的數種發明品。
沖田總司（Okita Souji）
配音員 - 小野賢章
生日／7月7日　星座／巨蟹座　身高／175cm　體重／58kg　血型／AB型　
興趣／洗澡　特技／放生電　喜歡食物／豆腐   討厭食物／大蒜
出生地不明。在「新選組」首位的實力者，人氣甚高。使用樂器是電子琴。
幕府的大舞台所選拔出來，「新選組」第1期生的Center Top。
與土方一樣，被稱為新選組的W之星。
說話能夠確切捕捉對方的心情，時而看似真誠、時而充滿魅惑。
因為除了喜歡的人以外，其他全不在乎，所以平日以親切的笑容與煌接觸，都口是心非而已。
幫龍馬三人取了暱稱，坂本龍馬為『雞冠頭君』、高杉晉作為『小透明君』、桂小五郎為『眼鏡君』。
土方歲三（Hijikata Toshizou）
配音員 - 森川智之
生日／5月5日　星座／金牛座　身高／183cm　體重／64kg　血型／A型　
興趣／作詞　特技／劍術　喜歡食物／肉　討厭食物／青椒，胡蘿蔔
出生地是武蔵（東京）。時常冷靜，不表露感情。使用樂器是吉他。
國家為了廣泛地推廣天歌，而組成幕府直轄的最高愛獲集團，成為「新選組」的副長。
除了向所發誓忠誠的人竭盡所能外，不向其他人展現感情、性格冷淡。
決不對煌做出獻媚等舉動，正因如此而非常酷炫，所以亦很受歡迎。
因為某一件事為契機，所以深深敬愛著近藤。
近藤過世後，繼成他的志向與片魂，成為新選組的局長。
誠假面（Makoto Kamen）
興趣／特訓　特技／特訓　喜歡食物／特訓　討厭食物／沒有
被稱為熾熱搖滾之魂，從誠之國所來，搖滾的使者。
當生活受挫折的時候，迷失自我的時候，為男人們鼓吹熾熱之魂，告知他們新方向後便離去。
每個人都知道他的本體，卻沒有人認得他。

### GOD OF ROCK
馬修·加爾布雷思·佩里·JR（Matthew·Galbraith·Perry·JR）
配音員 - 諏訪部順一
生日／8月10日　星座／獅子座　身高／189cm　體重／77kg　血型／不明　
興趣／拍攝紀念寫真　特技／十項全能　喜歡食物／酒   討厭食物／梅乾
世界最高峰的搖滾手，自稱「神」。
對他來說什麼都能做到完美無瑕，大多數的事都「大致OKAY」。
美國的目的，是以「一切都要革命！」的號令之始，實行世界制覇。
為了締結條約而親自拜訪日本（『開國後，女人要穿透明真絲連衣裙，男人是稻草要把它紮起來』）。
認為世界一切都是自己的所有物，所有女性都是自己的俘虜。
所有調情的事都是獻給所有的酒和女人。
除了自己不能識別其他男人其本身的存在，連說話也不想聽到。
J - 約翰萬次郎（J - John Manjiro）
配音員 - Yuh（vistlip）
生日／不明　星座／不明　身高／175cm　體重／59kg　血型／不明
興趣／愛撫動物等事　特技／情報活動　喜歡食物／甜食　討厭食物／白酒
持有非凡技術的「超絕吉他手」。
平時沉默不語，持有結他音色來表達感情的許多謎點之人物。
在海軍入伍的時候也是同樣，沉默不語總是自己一人。
全部「大致OKAY」的某男是他的「後輩」，能在不言而喻下跟他溝通而成為親密的朋友。
是討厭男人的後輩唯一承認有價值的存在。
後輩的得力助手，参加世界制覇中。
在彈結他的時候，會使用撿起的撲克牌彈奏。

### 幕府
德川慶喜（Tokugawa yoshinobu）
配音員 - 齋賀光希
生日／9月29日　星座／天秤座　身高／165cm　體重／50kg　血型／A型　
興趣／茶道、將棋   特技／天然的天歌　喜歡食物／和菓子　討厭食物／草莓
出身地是江戶（東京）。動畫初次登場以謎之美少年姿態出現。
祈求天下泰平的世界，德川幕府的15代目當主。
當初将軍職務就任的承繼順位較低，因此跟繼位相爭無緣，由於天生就有天歌的才能，而成為將軍的傀儡。
誰都沒對他成為將軍有所期待的慶喜，終日，生活在孤独之中。
直到有一天，以1件事件成為了契機，最終與井伊直弼相遇。
二人的相遇，讓德川、天下都面臨一個巨大的轉變。
井伊直弼（Ii Naosuke）
配音員 - 安元洋貴
生日／10月29日　星座／天蠍座　身高／185cm　體重／68kg　血型／A型　
興趣／茶道、圍棋　特技／雕刻　喜歡食物／精進料理（野菜）　討厭食物／肉
出身地是近江（滋賀）。江戶幕府的大老。患有完美主義、潔癖症。
依靠天歌，在絕對王政的時世中「天歌泰平」，以江戸幕府大老為目標。
為求達到目的而不擇手段。持有極大力量的「超魂」碎片，對持有「片魂」的人的動向有所在意……。
作為彦根藩主每代都擔任侍奉德川家的工作，要創建一個新的世界，卻碰上了持有改革之志的藩政，被老傳統的高牆所阻攔，每天過著惡戰苦鬥的日子。
直到有一天，以1件事件成為了契機，最終與德川慶喜相遇。
純粹決意要以全心全意的精神地侍奉左右。
二人的相遇，讓德川、天下都面臨一個巨大的轉變。

### 新選組
近藤勇（Kondou Isami）
配音員 - 藤原啓治
生日／10月9日　星座／天秤座　身高／190cm　體重／93kg　血型／A型　
興趣／雷舞鑑賞　特技／唱歌　喜歡食物／飯糰　討厭食物／鮮蝦
出身地是武藏（東京），新選組局長。
在他成為舞蹈團體的一員在首次登台後，便獻身於幕府活躍於新選組初代局長的職務。
現在正擔任新選组的綜合制片人的工作。
有溫柔的時候也有嚴肅的時候，隊士們都寄以厚重的信賴，現在還帶有根深蒂固的粉絲人气。
於動畫第6話去世，其片魂轉移給土方。
藤堂平助（Todo Heisuke）
配音員 - 豊永利行
只限TV版動畫登場。
原田左之助（Harada Sanosuke）
配音員 - 羽多野渉
只限TV版動畫登場。

### 其他人物
吉田松陰（Yoshida Shouin）
配音員 - 中尾隆聖
生日／8月4日　星座／獅子座　身高／140cm　體重／42kg　血型／B型　
興趣／旅行　特技／搖滾　喜歡食物／［河豚料理　討厭食物／魔芋
出身地是長州。遇上在土佐唱歌的龍馬，所以便把結他安抵他人。
據說是因為感覺到龍馬的熱情。也是教授高杉與桂搖滾的人物；因行蹤不明，所以高杉與桂都在尋找他。
對正想把國家封閉起來的幕府暴政、日本的音樂與未来感到擔憂。
於動畫第7話去世，去世前受到幕府的泰平化。
天狗（Tengu）
動畫未登場。
發掘龍馬的才能、諮詢與雷舞會場的安排都由天狗包辦。
是一個突然出現然後突然消失的不可思議的人物。龍馬稱他為「小天」（テンちゃん）。
實際上他的正身為吉田松陰。在受到井伊直弼的法術而墮落之前，由松蔭的良心分裂出來的形體。
最後，與引誘龍馬他們到設下圈套的演唱會的本體松蔭合二為一（Fusion），隨後化為一體消失。
岩崎彌太郎（Iwasaki Yataou）
配音員 - 杉山紀彰
生日／12月11日　星座／射手座　身高／170cm　體重／62kg　血型／A型　
興趣／黃金獵人　特技／賺錢　喜歡食物／西瓜　討厭食物／魚生
出身地是土佐。是龍馬的青梅竹馬，並看重他的才能，一起由土佐到京都來。
在京都，與龍馬一起成為登勢的打雜。
人面很廣，所以很多事情都能通熟人搞定。
比方是試音的紹介與雷舞門票的安排、兼職工作的斡旋等等，在龍馬背後默默支持。
登勢（Otose）
配音員 - 乃村健次
生日／4月23日　星座／牡牛座　身高／178cm　體重／秘密　血型／A型　
興趣／婦女協會　特技／最新彩妝研究　喜歡食物／［橄欖　討厭食物／鵪鶉蛋
出身地是大津。是龍馬工作的西餐廳「阿爾貝戈・日・寺田」老闆娘。
身材豐滿略胖。正關照身無分文由土佐而來的龍馬與彌太郎。
待遇還不錯，但看錢卻很重。
即使對龍馬的糟糕闖禍感到頭痛，卻看中他正直才能與強健體格而收容他。
勝海舟（Katsu Kaishu）
配音員 - 江原正士
生日／1月30日　星座／水瓶座　身高／180cm　體重／75kg　血型／AB型　
興趣／戲劇　特技／以煙繪圖　喜歡食物／鰻魚　討厭食物／蕎頭
出身地是江戶。喜歡女人，賭博，更喜歡音樂！有著豪邁的性格。
以前，自身也曾參與音樂活動，現在已引退，擔任幕府的老中之一。
一方面承認井伊對慶喜的忠誠心，但另一方面對它這種態度皱眉蹙眼。
喜歡孤注一掷、碰碰運氣的勝負事情，完全不會忽略取勝的準備，而且不好惹。
他的存在簡單而精明。
曾幾何時，與「松蔭的SHOW」同樣，「海」（カイ）的稱號遠近馳名。

### 暗黑櫻桃組（Dark Cherries）
龍（Oryo）
配音員 - 豐口惠
生日／6月6日　星座／雙子座　身高／162cm　體重／秘密　血型／A型　
興趣／運動　特技／後空翻　喜歡食物／蜜糖豆餡　討厭食物／鯡魚籽
出身地是京都。歷史上坂本龍馬之妻。暗黑櫻桃組（Dark Cherries）的領導者。
霸氣，喜歡多管閒事。討暗黑櫻桃隊的存在帶有責任感。會為狀況作出冷靜判斷，然後提出確切指示。
擔任參謀的角色，本人相當強勁。阿龍、幾松、櫻乃三人都懷著信念要成為愛獲。唱歌差勁。
退出幕府後，曾經成為侍應在寺田打工。
鼾声神煩。高杉因此事而逗著稱她為「毛头小子」（ボウヤ）。
幾松（Ikumatsu）
配音員 - 三澤紗千香
生日／6月8日　星座／雙子座　身高／162cm　體重／秘密　血型／O型　
興趣／陶藝　特技／閱讀　喜歡食物／蕎麥麵　討厭食物／茄子
出身地是若狹小濱。歷史上桂小五郎之妻。暗黑櫻桃組的一員。
冷血派自我陶醉美人。平常幾乎因強烈的低血壓而無法工作；工作的時候，只要有阿龍的特製飲料便能提升張力。
如果沒有阿龍，就會認為自己一無是處。直接暴力系女生。唱歌差勁。
退出幕府後，曾經成為侍應在寺田打工。
睡覺的時候，會被阿龍的打鼾與櫻乃的睡相所困擾。睡覺時需借助耳塞入睡。
櫻乃（Ouno）
配音員 - 真堂圭
生日／6月7日　星座／雙子座　身高／158cm　體重／秘密　血型／B型　
興趣／甜蜜之旅　特技／飛吻　喜歡食物／草莓　討厭食物／芥末
出身地是若狹長州。歷史上高杉晉作之妾。暗黑櫻桃組的一員。
妹系冒失娘属性。曾為了挑戰偶像考試而離家出走，後來被冷酷遺棄而無家可歸，後來被阿龍收留。
能成為偶像多多少少也要感激阿龍的恩義幫助。儘管是莞爾微笑，仍會暗箭傷人。唱歌差勁。
退出幕府後，曾經成為侍應在寺田打工。睡相差勁。

## 用語解說
- 阿爾貝戈・日・寺田（Albergo・Day・Terada）『アルベルゴ・ディ・テラーダ』

由登勢所經營的旅館兼食堂。菜單包含紅酒、比薩・瑪格麗特、肉醬意粉、義大利麵・培根蕃茄、雞蛋乾酪湯、炸面餅圈等等的西式美食。
- 池田屋（Ikedayan）『イケダヤン』

位處京都的大型雷舞小屋。新撰組舉辦雷舞地點。
- 選拔（Audition）『オーディション』

由幕府所舉辦的天歌歌手的選拔考試大會。如果受到取錄的話，會得到幕府認證，成為被認可的歌手。龍馬也想挑戰參加，但因為沒有出自天歌師範的推薦函而被拒諸門外無法參加選拔。天歌歌手大募集。
- 吉他（Guitar）『ギター』

表面看似電子吉他，但不需要擴音器。這是禁制物品；在江戸，官員實行強制沒收吉他的「吉他狩獵」措施。這不是古怪的三弦琴。
- 武士雷達（Samurai Radar）『サムライレーダー』

由桂小五郎所發明的機械，能夠精測附近武士的信號。
- 3Q（Thank You）『さんきゅー』

美式的說話，意思是「多謝」。
- 新選組的明星照『新撰組の役者絵』

當購買一番隊至十番隊全套的時候，便可得到新撰組雷舞的抽選券一張。所以人們每次十組二十組地購買明星照。有女士為了購得二十組明星照而把買菜錢和薪金全额花光了。
- 工作人員（Staff）『すたっふ』

新撰組雷舞的幕後工作人員。在衣服的背面垂直寫著「參謀」，所有工作人員均身穿這樣的衣服。
龍馬等3人曾經參與此兼職工作。
為買新選組周邊而蜂擁而至的煌指揮排除，貨品銷售，貨品售罄時的應付不滿，雷舞會場警備工作，工作內容各式各樣的。報酬還不錯。
- 最高愛獲（Top Idol）

新撰組團體。
- 熱情大陸（Passion Continent）『パッション大陸』

「幕府天歌推進方公關局」是提供新選組情報的節目。曾經製作節目「新撰組與近藤局長」的紀錄片。
如某些已經聽說過的地方，開幕式主題曲的音樂演奏是以小提琴為基礎。
旁白是安元洋貴，或者應該說是大老井伊直弼才對。
- 煌（Fans）

泛指從遠方長崎而趕到遙遠的京都只為看雷舞，購買所支持歌手的周邊，並且瘋狂搖晃雷舞螢光棒的粉絲。新撰組的煌都受到良好的訓練，他們會根據當前雷舞的氣氛而快速改動螢光棒的顏色。就算歌友會的應援都受到嚴格的規定，要遵從局中的局中的法度進行。
口號是「M・A・K・O・T・O・誠!」
- 天堂之歌（Heaven's Song）『天歌』

幕府唯一認可演奏的音樂。據說是為世界帶來和平而存在。
- 雷舞（Live）、雷舞小屋（Live House）

所泛指現時的演唱會，以及所舉行演唱會的場所。除了幕府所認可的天歌以外，其他表演都被排除在外。
- 鬼愛（Love）

煌（Fans）為支持愛獲（Idol）而吶喊助威。是愛的表現。
- 搖滾（Rock）『ロック』

來自西洋的，針對刻板印象與體制而持有強烈的反抗叛逆精神，靈魂與熱情的新進音樂。（桂小五郎解說）

## 工作人員
- 製片人 - 石田健博
- 角色設計 - 藤坂公彦
- 插圖製作 - Studio DEEN
- 劇本 - StoryWorks
- 映像監督 - Alice From Japan 松正人
- 樂曲製作 - 朝日電視台MUSIC

## 主題曲
「What's this?」
作詞 - テルジヨシザワ／作曲 - BACHI BLUE、NuTz／編曲 - 大西省吾／歌 - 超魂團（Ultra Souls）
- 坂本龍馬（谷山紀章）、高杉晉作（鈴木達央）、桂小五郎（森久保祥太郎）、土方歳三（森川智之）、沖田總司（小野賢章）

「Period」
作詞 - 智（vistlip）／作曲 - Tohya（vistlip）／編曲・歌 - vistlip

## 關連商品

### 角色歌ＣＤ
- 「幕末Rock 超絶頂（Ecstasy）★SONG」坂本龍馬

坂本龍馬（CV:谷山紀章）
- 「幕末Rock 超絶頂（Ecstasy）★SONG」高杉晉作

高杉晋作（CV:鈴木達央）
- 「幕末Rock 超絶頂（Ecstasy）★SONG」桂小五郎

桂小五郎（CV:森久保祥太郎）
- 「幕末Rock 超絶頂（Ecstasy）★SONG」土方歲三

土方歳三（CV:森川智之）
- 「幕末Rock 超絶頂（Ecstasy）★SONG」沖田總司

沖田總司（CV:小野賢章）
- 「Triangle ☆ Rock & Roll」

坂本龍馬（CV:谷山紀章）、高杉晉作（CV:鈴木達央）、桂小五郎（CV:森久保祥太郎）、 土方歲三（CV:森川智之）、沖田總司（CV:小野賢章）
- 「天歌（天堂之歌）」

新選組　土方歲三（CV:森川智之）、沖田總司（CV:小野賢章）

### 廣播劇CD
- 「幕末Rock」 先着購入特典CD 「絕叫！熱狂！温泉大戰」[5]
- 「幕末Rock」 店舗特典CD[6]

「Let's Positive Thinking」坂本龍馬
「本大爺的Cooking」高杉晉作
「秘密的使用人」桂小五郎
「Poemy Dream」土方歲三
「三隻小豬的故事」沖田總司
「睡眠彦」徳川慶喜
- 「幕末Rock 超魂」 先着購入特典CD「學園Rock 絕叫! 熱狂! 選舉大戰」[7]
- 「幕末Rock 超魂」 店舗特典CD[8]

「Let's Positive Hiking」坂本龍馬
「本大爺的Sewing」高杉晉作
「極・秘密的使用人」桂小五郎
「Poemy ☆ Rush」土方歲三
「三隻小豬的故事　Maniacs」沖田總司
「Come！隱形樂園」馬修·加爾布雷思·佩里·JR
「恐怖ー德川七不思議ー」井伊直弼
「泡彦」德川慶喜

### 書籍
- 幕末Rock 官方繪本 2014年6月27日　一二三書房刊　ISBN 9784891992439
- TV動畫幕末Rock 官方序本　2014年7月1日　一迅社刊　ISBN 9784758013864

### 漫畫
幕末Rock-howling soul-
『Comic ZERO-SUM』（一迅社）於2014年5月號開始連載中。由上田信舟作畫。
幕末Rock 志士異聞錄 Rockers' Tales
『PASH!』（主婦與生活社）於2014年7月號開始連載預定。由海驢望（あしか望）作畫。

## 電視動畫
2014年7月開始播放中。

### 工作人員（動畫）
- 原作 - 「幕末Rock」（Marvelous (企業)）
- 監督 - 川崎逸朗
- 系列構成 - 廣田光毅
- 角色原案 - 藤坂公彦
- 角色設計 - 石井明治
- 美術監督 - 西倉力
- 色彩設計 - 末永絢子
- 攝影監督 - 浜尾繁光
- 3DCG監督 - 今垣佳奈
- 編集 - 松原理恵
- 音響演出 - はたしょう二
- 音樂 - 菊谷知樹
- 監製 - 中山晴喜、許田周一
- 製片人 - 丸山創、青木美菜子、服部健太郎、高橋知子、野口智
- 動畫生產 - 和田薫
- 動畫製作 - Studio DEEN
- 生產 - NAS
- 製作 - 幕末Rock製作委員会（Marvelous、NBC Universal・Entertainment Japan、NAS、朝日電視台 Music）

### 主題曲（動畫）
片頭曲「Jack」
作詞 - 智／作曲 - Tohya／編曲・歌 - vistlip
片尾曲
作詞・作曲 - テルジヨシザワ／編曲 - 大西省吾／歌 - 超魂團（Ultra Souls）
第11、12話當作插曲使用。

### 插入曲（動畫）
「（オーバーミラージュ）」
作詞・作曲 - テルジヨシザワ／編曲 - KAY.NAO
歌 - 土方歳三（森川智之）、沖田總司（小野賢章）－ 第1、2、3話
歌 - 正義隊（Justice）／新選組－ 第10、11話
- （畠中祐、鈴木晴久、齊藤壯馬、菊池幸利、永塚拓馬）

第12話Instrumental Ver。
「Rolling Thunder」
作詞・作曲 - テルジヨシザワ／編曲 - BACHI BLUE
歌 - 坂本龍馬（谷山紀章）、高杉晋作（鈴木達央）、桂小五郎（森久保祥太郎）－ 第1、5、6、7話
歌 - 坂本龍馬（谷山紀章）－ 第11話
「INTERSECT」
- 天歌Ver.（第2、3話）

作詞 - テルジヨシザワ／作曲 - 山下和彰／編曲 - Juvenile
歌 - 土方歳三（森川智之）、沖田總司（小野賢章）
- 遊戲Ver.（第2話）

作詞 - テルジヨシザワ／作曲・編曲 - Juvenile
歌 - 坂本龍馬（谷山紀章）、土方歳三（森川智之）、沖田總司（小野賢章）
「REACTION」（第4話）
作詞 - テルジヨシザワ／作曲・編曲 - Juvenile／歌 - 高杉晋作（鈴木達央）
（第5、6、7話）
作詞 - テルジヨシザワ／作曲・編曲 - Juvenile／歌 - 沖田總司（小野賢章）
「ハチノジディストーション」（第5、11話）
作詞 - テルジヨシザワ／作曲・編曲 - Juvenile／歌 - 桂小五郎（森久保祥太郎）
（第6話）
作詞 - テルジヨシザワ／作曲・編曲 - 83／歌 - 進藤勇（藤原啟治）
（第6話）
作詞・作曲 - テルジヨシザワ／編曲 - テルジヨシザワ、tkr／歌 - 沖田總司（小野賢章）
「What's this?」（第7、9、10、12話）
作詞 - テルジヨシザワ／作曲 - BACHI BLUE、NuTz／編曲 - 大西省吾／歌 - 超魂團（Ultra Souls）
第6話Instrumental Ver.
（第8話）
作詞・作曲・編曲- テルジヨシザワ／歌 - 暗黒櫻桃組（Dark Cherries）
- 龍（豊口惠）、幾松（三澤紗千香）、櫻乃（真壁圭）

「RIDE ON THE WAVE」（Instrumental Ver.）（第10話）
作詞 - テルジヨシザワ／作曲・編曲 - Juvenile
（第10話）
作詞・作曲 - テルジヨシザワ／編曲 - Juvenile、テルジヨシザワ／歌 - 高杉晋作（鈴木達央）

### 各話標題
| 話數   | 日文標題 | 中文標題                   | 劇本     | 分鏡     | 演出       | 作畫監督                                         |
| ------ | -------- | -------------------------- | -------- | -------- | ---------- | ------------------------------------------------ |
| 第01話 |          | 片魂！一起搖滾吧！         | 廣田光毅 | 川崎逸朗 | 吉田俊司   | 森本浩文、浅井昭人                               |
| 第02話 |          | 最高愛獲！狂暴雷舞吧！     | 廣田光毅 | 川崎逸朗 | 村田尚樹   | 木村友美、石川洋一                               |
| 第03話 |          | 熱情！一起兼職吧！         | 中村能子 | 川崎逸朗 | 佐藤光敏   | 北原廣大、鎌田均 中島美子                        |
| 第04話 |          | 澡堂雷舞！赤裸熱情吧！     | 笹野恵   | 藤原良二 | 茉田哲郎   | 金久保典江、吉岡敏幸                             |
| 第05話 |          | 泰平化！天歌危險吧！       | 笹野恵   | 名村英敏 | 吉田俊司   | 松下郁子、青野厚司 平川亞喜雄、大塚八愛 藤田正幸 |
| 第06話 |          | 御前比試！志士的心哭泣吧！ | 廣田光毅 | 名村英敏 | 村田尚樹   | 浅井昭人、森本浩文 北原廣大                      |
| 第07話 |          | 志士 ！樂隊合伙吧！        | 中村能子 | 宮尾佳和 | 久保太郎   | 武木大介、石川洋一 木村友美                      |
| 第08話 |          | 暗黑櫻桃組！搖滾死定了！   | 笹野恵   | 稻垣隆行 | 牧野友映   | 鎌田均、中島美子 藤田正幸、出野喜則              |
| 第09話 |          | 覆面志士！片魂重要吧!      | 中村能子 | 齊藤哲人 | 吉田俊司   | 藤田正幸、小川みずえ 北原廣大                    |
| 第10話 |          | 脫團！再不能一起演奏了！   | 中村能子 | 稻垣隆行 | 丹波麟二郎 | 嘉村弘之、吉田肇 竹內昭、羽野廣範                |
| 第11話 |          | 天歌！高潮迭起吧！         | 廣田光毅 | 木村延景 | 木村延景   | 石川洋一、森本浩文 浅井昭人                      |
| 第12話 |          | 超魂！搖滾到黎明吧！       | 廣田光毅 | 川崎逸朗 | 久保太郎   | 石井明治、木村友美 北原廣大                      |

### 播放電視台
日本深夜動畫：下文記載的日本国内播放時間使用日本標準時間（UTC+9）表示。因為部分時間标识會採用30小时制，因此請留意这类超过24:00的时间，其實際播放時間為翌日清晨。
| 播放地區 | 播放電視台       | 播放日期                                          | 播放時間（UTC+9）                             | 所屬聯播網 | 備註                             |
| -------- | ---------------- | ------------------------------------------------- | --------------------------------------------- | ---------- | -------------------------------- |
| 東京都   | TOKYO MX         | 2014年7月2日 -                                    | 星期三 23:30 - 24:00                          | 獨立UHF局  |                                  |
| 兵庫県   | SUN電視台        | 2014年7月3日 -                                    | 星期四 25:30 - 26:00                          | 獨立UHF局  |                                  |
| 愛知県   | 愛知電視台       | 2014年7月4日 -                                    | 星期五 26:35 - 27:05                          | TV東京系列 |                                  |
| 全國廣播 | dAnime Store     | 2014年7月5日 -                                    | 星期六 12:00 更新                             | 網絡電視   | 無限觀看服務使用者是全集無限觀看 |
| 全國廣播 | GyaO!            | 2014年7月5日 -                                    | 星期六 12:00 更新                             | 網絡電視   |                                  |
| 全國廣播 | AT-X             | 2014年7月5日 -                                    | 星期六 20:00 - 20:30                          | CS播放     | 重播                             |
| 全國廣播 | BS11             | 2014年7月10日 -                                   | 星期四 24:30 - 25:00                          | BS播放     | 『ANIME+』模子                   |
| 全國廣播 | 萬代頻道         | 2014年7月12日 -                                   | 星期六 12:00 更新                             | 網絡電視   |                                  |
| 台灣     | Animax Animax HD | 2016年5月20 - 5月31日 (HD)2016年7月10日 - 7月21日 | 當地每日21:30－22:00 (HD)當地每日19:30－20:00 |            | 有重播                           |
| 香港     | Animax           | 2016年7月13日 - 7月20日                           | 星期一至五 18:30 - 19:30                      |            | 有重播                           |

### BD / DVD
| 次數 | 發售日期      | 記錄集數      | 標準部件  | 標準部件  |
| 次數 | 發售日期      | 記錄集數      | BD初回版  | DVD初回版 |
| ---- | ------------- | ------------- | --------- | --------- |
| 1    | 2014年8月27日 | 第1話 - 第3話 | GNXA-7301 | GNBA-8061 |
| 2    | 2014年9月24日 | 第4話 - 第6話 | GNXA-7302 | GNBA-8062 |

## 網絡廣播
『「幕末Rock」網絡電視 Rock or Heaven?』於2014年6月9日開始在中所播放的網絡廣播節目（每月2次更新）。主持是安元洋貴（飾演 井伊直弼）、齋賀光希（飾演 徳川慶喜）。
Corner
- 『沸漢魂（ふつおた）』
- 『絕叫！熱狂！超絕頂！脫衣！（Cry! Max! Ecstasy! Purge!）』
- 『搖滾意見箱』
- 『潔癖症軍』
- 『幕末秒讀（Bakumatsu Countdown）』
- 『志士（Rocker）不說二話！』
- 『轉漢泰平（Change of Peaceful）』

Guest
- 第0回（2014年6月9日） - 谷山紀章（飾演 坂本龍馬）
- 第1回（2014年7月7日） - 森久保祥太郎（飾演 桂小五郎）
- 第2回（2014年7月21日） - 森久保祥太郎（飾演 桂小五郎）
- 第3回（2014年8月4日） - 小野賢章（飾演 沖田總司）
- 第4回（2014年8月18日） - 小野賢章（飾演 沖田總司）

## 外部連結
- 『幕末Rock』 官方入口網站 （页面存档备份，存于）
- 『幕末Rock』 官方網站 （页面存档备份，存于）
- 『幕末Rock』網絡廣播 Rock or Heaven?
- 『幕末Rock』官方帳號的X（前Twitter）
- TV動畫『幕末Rock』官方HP （页面存档备份，存于）
- 絕叫!熱狂!絕頂★BLOG （页面存档备份，存于）
- （简体中文）PPTV聚力播放專區 （页面存档备份，存于）